# Friedland (Alemania)
Friedland (pronunciación en alemán: /ˈfʁiːtˌlant/ⓘ) es un municipio situado en el distrito de Llanura Lacustre Mecklemburguesa, en el estado federado de Mecklemburgo-Pomerania Occidental (Alemania), a una altitud de 25 metros. Su población a finales de 2016 era de 7000 habs. y su densidad poblacional, 50 hab/km².